# Клептогамия
Клептога́мия (от др.-греч. κλέπτω — «ворую» и γάμος — «брак»), внебрачное отцовство, чужое отцовство, экстрапарное отцовство — стратегии размножения, подразумевающие тайное присвоение (самцом или самкой) родительского вклада других особей в пользу собственного потомства, либо тайное совокупление самца с целью производства потомства с самкой, составляющей брачную пару с другим, «обманываемым» самцом. В англоязычной литературе наряду с «kleptogamy» используется синонимичное понятие «cuckoldry», которое в русском эквиваленте относится к фетишистской сексуальной практике. 

## Соотношение со смежными понятиями
Понятие не принято относить к типичной для кукушки клептогамной стратегии размножения — гнездовому паразитизму. «Жертвой» самцовой клептогамии является только «обманутый» самец-партнёр, тогда как при гнездовом паразитизме, осуществляемом самками, оба партнёра-воспитателя вкладывают ресурсы в устройство убежища (гнезда), защиту и выкармливание потомства, к которому биологически не имеют отношения.

## Значение

### Клептогамия у рыб
Возможности, связанные с наружным оплодотворением у рыб, способствуют закреплению клептогамного поведения. У синежаберного солнечника «нормальный» самец достигает полового созревания в возрасте около 7 лет, вырастая до относительно крупных размеров. Он создаёт гнездо и старается привлечь в него самку, затем оплодотворяет отложенную самкой икру и защищает кладку и колонию в целом. Самые мелкие клептогамные самцы готовы к совокуплению в возрасте двух лет, их задача — поджидая поблизости от построенного другим самцом гнезда, в подходящий момент стремительно приблизиться к нерестящейся самке и успеть оплодотворить кладку. Эти же самцы могут по мере роста (который происходит у них медленнее, чем у «нормальных» самцов) переключиться сначала на тактику «спутничества», чтобы пользуясь внешней похожестью на самку вида приближаться вплотную к спаривающемуся «нормальному» самцу для одновременного участия в оплодотворении. В конце концов они вырастают до нормального размера и могут перейти к строительству гнёзд и ухаживанию за самками, хотя лишь небольшая часть клептогамных самцов выживает достаточно долго, чтобы это случилось. «Нормальный» самец старается отгонять конкурентов, появляющихся слишком близко к его гнезду, но в целом в популяции каждая из трёх возможных тактик приводит к возможности оставить потомство. Исследователи считают, что «нормальное» родительское поведение и клептогамность одинаково конкурентоспособны с точки зрения приспособленности, что позволяет популяции, практикующей на индивидуальном уровне выбор между альтернативными жизненными стратегиями, существовать в эволюционно устойчивом состоянии.